# Кестым
Кесты́м (тат. Кистем) — деревня в Балезинском районе Удмуртской Республики на реке Кестымка. Население около 800 человек, в основном чепецкие татары.
В деревне действует сельский дом культуры, школа, детский сад, дом престарелых, а также ООО «Кестымский» (производство сельхозпродукции).

## История
В «Списке населенных мест по сведениям 1859—1873 годов», изданном в 1876 году, населённый пункт упомянут как казённая деревня Кестымская (Кестым) 3-го стана Глазовского уезда Вятской губернии. Располагалась при речке Кестымке, на Вятско-Пермском почтовом тракте, в 21 версте от уездного города Глазова и в 5 верстах от становой квартиры в казённом селе Балезино (Узя). В деревне, в 77 дворах жили 1267 человек (613 мужчин и 654 женщины), была мечеть.

## Население
| 2010 | 2012 | 2014 |
| ---- | ---- | ---- |
| 802  | ↗804 | ↗837 |

В 2003 году в Кестыме проживал 841 человек.

## Религия
В деревне действует мечеть, возраст которой составляет более 100 лет.